# 葉書紳
葉書紳（？年—？年），江西廣信府廣豐縣人，由乾隆十八年癸酉科舉人，乾隆二十七年十月署四川順慶府岳池縣知縣。是一位政治人物，明清時曾在四川順慶府岳池縣（位於今四川東北部，武周萬歲通天二年分南充、相如二縣置，是一個千年古縣）擔任官吏。